# Relations entre la Belgique et la France
Les relations entre la Belgique et la France sont des relations internationales s'exerçant au sein de l'Union européenne entre deux États membres de l'Union, le royaume de Belgique et la République française. Elles sont structurées par deux ambassades, l'ambassade de Belgique en France et l'ambassade de France en Belgique. Les deux pays sont membres à part entière de l'Organisation du traité de l'Atlantique nord (OTAN), de l'Organisation internationale de la francophonie (OIF) et de la zone euro.

## Histoire

### Indépendance de la Belgique
Les relations bilatérales remontent à 1830 lorsque la Monarchie de Juillet a soutenu militairement et politiquement la révolution belge (considérée comme un « complot français » par la propagande néerlandaise afin d'obtenir le soutien des autres puissances européennes lors de la conférence de Londres), aboutissant de facto à l'indépendance de la Belgique, reconnue par les principales puissances européennes le 20 janvier 1831 et les Pays-Bas en 1839 par le traité des XXIV articles.

### XXesiècle

#### Première guerre mondiale
En 1914, les troupes de l'Empire allemand, en guerre contre la France, envahissent la Belgique pour contourner les armées françaises par le nord. La violation de la neutralité et de la souveraineté belge entraîne l'entrée en guerre du Royaume-Uni, conformément au traité des XXIV articles.
Alors que la Belgique est presque entièrement occupée par les Allemands, la France accueille le gouvernement belge à Sainte-Adresse qui devint la capitale administrative du royaume, cédée à bail au gouvernement belge pour la durée des hostilités, afin de ne pas faire de celui-ci un gouvernement en exil. Ce dernier s'installa donc du 13 octobre 1914 jusqu'à novembre 1918 dans l'« immeuble Dufayel », construit par Georges Dufayel en 1911.

#### Seconde Guerre mondiale
Les deux pays ont par ailleurs été alliés lors des deux guerres mondiales malgré la neutralité initiale des Belges et ont entretenu une forte coopération militaire durant la guerre froide.

#### Fin de la guerre et fondation des organisations européennes et internationales
Les deux pays sont des membres fondateurs de la Communauté européenne du charbon et de l'acier en 1952. Le plan de Robert Schuman, alors ministre français des Affaires étrangères, est accueilli en 1950 de manière positive, bien que prudente, par Paul Van Zeeland, alors ministre belge des Affaires étrangères. La part de la sidérurgie et du charbonnage étant alors importante dans l'économie belge, celui-ci propose certains aménagements (notamment la période de transition, la mise en place d'un pool afin que les avantages tirées de chaque État participant soit équitablement réparti, etc.).
En 1958, ils sont également des États fondateurs de la Communauté économique européenne et de la Communauté européenne de l'énergie atomique.
Pendant la guerre d'Algérie, une organisation terroriste —  connu sous le nom de « Main rouge » — formée par le ministère de l’Intérieur français sabota et coula plusieurs navires dans le port d'Anvers afin d’empêcher la fourniture d’armes au Front de libération nationale.

### XXIesiècle
Le début du XXIe siècle marque le début de coopération transfrontalière entre les deux pays au sein de groupement européen de coopération territoriale (GECT). Ceci aboutit à la création du premier GECT européen, l'Eurométropole Lille-Kortrijk-Tournai, en avril 2009.
Frappé par des attentats en 2015 et 2016, les deux pays mettent en place une coopération poussée afin de lutter contre le terrorisme tant sur le plan judiciaire qu'entre les services de renseignement. En juin 2018, les deux pays décident de renforcer cette coopération en mettant en place de nouvelles coopération, portant notamment sur la radicalisation violente de détenu en fin de peine, etc..

## Coopérations thématiques

### Défense
En 1997, les ministres de la Défense Alain Richard et Jean-Pol Poncelet signent un accord prévoyant l'utilisation du satellite Syracuse français par les forces armées belges.

### Économie
Les deux pays ont signé un accord économique en 1934. Environ 1 900 entreprises françaises sont implantées en Belgique et 3 650 entreprises belges sont implantées en France qui emploient au total 203 591 travailleurs en 2012.
En septembre 2008, les gouvernements français, belge et luxembourgeois ainsi que d'autres parties prenantes s'accordent sur un plan de sauvetage de 6,4 milliards d'euros à la banque franco-belge Dexia,.

## Sources

## Compléments